# Këlcyra

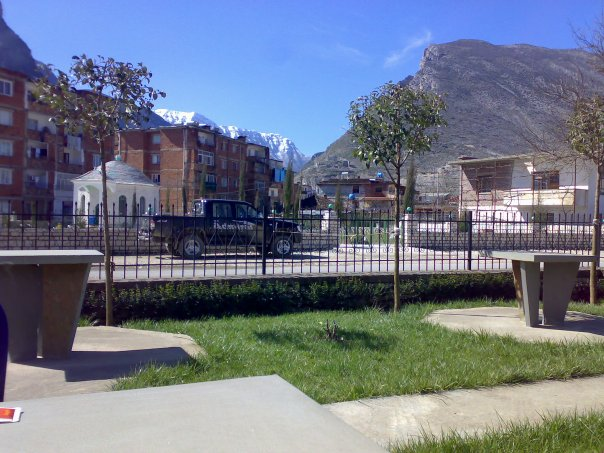
Ortszentrum mit einem Maqām der Bektaschi

Këlcyra (albanisch auch Këlcyrë) ist eine Kleinstadt in Südalbanien an der Vjosa. Es handelt sich um ein lokales Zentrum für die Berggebiete im Norden und Osten der Stadt. Der Ort hat 2149 Einwohner (Volkszählung 2023).
2015 wurde Këlcyra mit den umliegenden Komunen im Norden des aufgelösten Kreises Përmet zusammengelegt. Die Gemeinde hat insgesamt 4400 Einwohner (Volkszählung 2023) und ist damit die drittkleinste des Landes. 2011 waren es noch 6113 Einwohner gewesen. Das Gebiet der Gemeinde hat somit in zwölf Jahren 28 % seiner Bevölkerung verloren. Dies ist eine landestypische Entwicklung für abgeschiedene, ländliche und strukturschwache Regionen.
Zur Gemeinde Këlcyra gehören die vier Njësitë administrative (Verwaltungseinheiten) Ballaban, Dishnica, Suka und Këlcyra.
| Name     | Einwohner 2023 | Einwohner 2011 |
| -------- | -------------- | -------------- |
| Ballaban | 651            | 1047           |
| Dishnica | 732            | 1159           |
| Këlcyra  | 2149           | 2651           |
| Suka     | 868            | 1256           |
| Total    | 4400           | 6113           |

Gleich westlich von Këlcyra passiert die Vjosa eine tiefe Schlucht, die Gryka e Këlcyrës. Zu beiden Seiten erheben sich rund 1000 Meter hohe Bergflanken.
Noch heute ist die Straße durch die Schlucht der wichtigste Zugang, der Këlcyra mit Tepelena und den Zentren Albaniens verbindet. Nach Süden führt die Straße weiter in den Kreishauptort Përmet und nach Griechenland. Die nach Norden führende Straße in Richtung Berat ist nur auf wenigen Kilometern asphaltiert und über weite Strecken nur sehr schwer zu befahren. Trotzdem findet sich diese von den Italienern in den 1930er Jahren erbaute und seither kaum ausgebaute Strecke in vielen Karten als wichtige Durchgangsroute.
Während des Zweiten Makedonisch-Römischen Kriegs kontrollierten die Truppen von Philipp V. den Engpass. Die Mazedonier hatten die Passage befestigt und blockierten so im Jahr 198 v. Chr. den römischen Vormarsch. Ein Hirte soll römische Truppen durch die Berge geführt haben, so dass diese die Makedonier in der engen Schlucht von zwei Seiten angreifen und vernichten konnten. Die Makedonier waren ein erstes Mal entscheidend geschlagen worden. Später verwendeten die Römer die Route durch die Këlcyra-Schlucht und erbauten eine kleine Siedlung. 
Zur Kontrolle dieses Durchgangs wurde spätestens im 12. Jahrhundert eine Burg errichtet, die auf antiken Mauern basiert. Die Türken erweiterten die Burg und erbauten im 19. Jahrhundert unterhalb am Berghang auch einen Serail. Zu dieser Zeit erlebte Këlcyra seine Blüte als zentraler Handelsort zwischen Berat, Korça und Gjirokastra. In der hoch über dem Ort thronenden Burg finden sich Mauerreste aus der Antike – auch die Illyrer hatten sich dort schon eingerichtet. Noch älter sind einige Gräber, die aus der Bronzezeit stammen. Eine mittelalterliche Chronik aus dem Jahr 1272 erwähnte den Ort mit dem lateinischen Namen Clausura. 
Rund um Këlcyra finden sich einige jahrhundertealte orthodoxe Kirchen. Der Ort ist aber auch ein wichtiges Zentrum der Bektaschi.